# Partido Libertário do Canadá
O Partido Libertário do Canadá (em francês:  Parti libertarien du Canada) é um partido federal no Canadá fundado em 1973. O partido adere aos princípios liberais clássicos e sua missão é reduzir o tamanho, o escopo e o custo do governo. As políticas do partido incluem acabar com proibição de drogas, acabar com a censura do governo, reduzir impostos, proteger direitos de armas e não-intervencionismo.